# Вибір (фільм, 1987)
«Вибір» (рос. «Выбор») — радянський двосерійний фільм режисера Володимира Наумова, знятий в 1987 році за однойменним романом Юрія Бондарєва.

## Сюжет
Радянський художник Володимир Васильєв, відомий на батьківщині і за кордоном, приїжджає з дружиною в Італію, де проходить виставка його робіт. Під час традиційного зимового венеційського карнавалу герой несподівано зустрічає свого шкільного та фронтового друга Іллю Рамзіна, якого вважав загиблим. Тоді, в 1943 році, в одному з боїв командир полку послав Рамзіна і Васильєва з декількома бійцями на вірну і безглузду смерть. І Васильєв, і його дружина, колись однокласниця обох друзів, з великими труднощами впізнали в іноземці того відчайдушно сміливого Іллю. Дізнавшись, що його мати жива, Рамзін починає клопотатися про дозвіл на поїздку в СРСР…

## У ролях
- Михайло Ульянов —  Володимир Васильєв
- Наталія Бєлохвостікова —  Марія Васильєва / Вікторія Васильєва, дочка
- Альгіс Матульоніс —  Ілля Рамзін
- Олена Фадєєва —  Раїса Михайлівна, мати Рамзіна
- Вацлав Дворжецький —  Едуард Аркадійович Щеглов, дядько Марії
- Леонід Плешаков —  скульптор Лопатін
- Костянтин Жігульов —  Володимир Васильєв в молодості
- Анастасія Деревщікова —  Марія в молодості
- Олександр Кознов —  Ілля Рамзин в молодості
- Костянтин Бєрдіков —  старшина Лазарєв
- Олександр Яковлєв —  старший сержант Шапкін
- Валерій Ненашев —  Калінкін
- Борис Щербаков —  співробітник КДБ
- Андрій Молотков —  майор Воротюк, командир полку
- Віталій Бєляков —  майор

## Знімальна група
- Режисер: Володимир Наумов
- Автори сценарію: Юрій Бондарєв, Володимир Наумов
- Композитор: Олександр Гольдштейн
- Оператор: Валентин Железняков
- Художники: Володимир Філіппов, Євген Черняєв
- Звукооператор: Борис Венгеровський
- У фільмі використано музику Антоніо Вівальді
- Директор картини: Едуард Волков